# 康普斯拉苏尔斯
康普斯拉苏尔斯（法語：Camps-la-Source，法語發音：[kɑ̃ps la suʁs]）是法国普罗旺斯-阿尔卑斯-蓝色海岸大区瓦尔省的一个市镇，属于布里尼奥勒区

## 地名
该地名“Camps-la-Source”发音为[kɑ̃ps la suʁs]，“Camps”中的字母“ps”发音，《世界地名翻译大辞典》与《世界地名译名词典》将其误译作“康拉苏尔斯”。

## 地理
康普斯拉苏尔斯（43°23'11"N, 6°5'40"E）面积22.47 平方千米、205.0 公頃，位于法国普罗旺斯-阿尔卑斯-蓝色海岸大区瓦尔省，该省份为法国东南部沿海省份，北起上普罗旺斯阿尔卑斯省，西北角与沃克吕兹省接壤，西接罗讷河口省，南濒地中海，东临滨海阿尔卑斯省。
与康普斯拉苏尔斯接壤的市镇（或旧市镇、城区）包括：布里尼奥勒、伊索勒河畔贝斯、伊索勒河畔弗拉桑、福卡尔凯雷、伊索勒河畔圣阿娜斯塔西。
康普斯拉苏尔斯的时区为UTC+01:00、UTC+02:00（夏令时）。

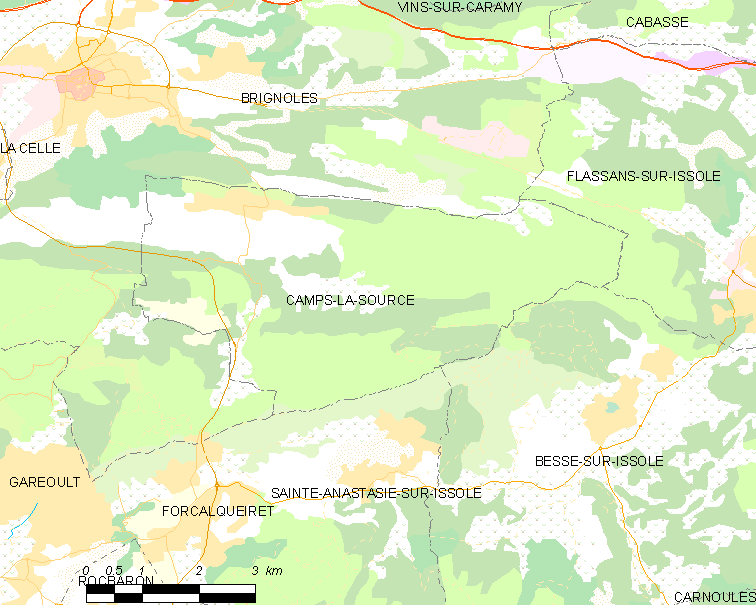
康普斯拉苏尔斯的OSM定位图

## 行政
康普斯拉苏尔斯的邮政编码为83170，INSEE市镇编码为83030。

## 政治
康普斯拉苏尔斯所属的省级选区为加雷乌县。

## 人口

1962-2008年间康普斯拉苏尔斯人口变化图示

康普斯拉苏尔斯于2022年1月1日时的人口数量为1920人。